# Ahmad Hassan al-Bakr

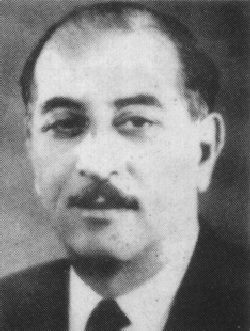
Ahmad Hassan al-Bakr, president van Irak van
17 juli 1968 – 16 juli 1979

Ahmad Hassan al-Bakr (Arabisch: أحمد حسن البكر, Aḥmad Ḥasan al-Bakr) (Tikrit, 1 juli 1914 - Bagdad, 4 oktober 1982) was een Iraakse politicus en militair. Al-Bakr was een soennitische moslim uit de Tikriti-clan.
Al-Bakr volgde een militaire opleiding en werkte zich op tot generaal. Hij sloot zich in de jaren vijftig aan bij de Socialistische Partij van de Arabische Herrijzenis (Ba'ath-partij) waarvan hij spoedig de leider werd. Hij nam in juli 1958 actief deel aan de staatsgreep van generaal Abdul Karim Qassem, die de monarchie van koning Faisal II omverwierp. Hij kwam echter spoedig in conflict met generaal Qassem die het premierschap en daarmee de feitelijke macht had verworven. Samen met de Ba'ath-partij keerde hij zich af van de pro-Sovjetkoers van Qassem. Samen met zijn jonge neef Saddam Hoessein beraamde hij een staatsgreep tegen de dictator, waarna beiden enige tijd gevangen zaten. 
In 1963 was hij opnieuw bij een putsch betrokken, die ditmaal slaagde. Na de staatsgreep was hij enige maanden premier, maar werd spoedig aan de kant geschoven.
Na de juli-staatsgreep van 1968, door hem én de Ba'ath-leiders geleid, werd hij president en in oktober 1969 tevens voorzitter van de Revolutionaire Commandoraad (het hoogste staatsorgaan), premier en opperbevelhebber van het leger.
Hoewel hij militair was, delegeerde hij veel macht naar de burgervleugel van de Ba'ath-partij. Als overtuigd Arabisch nationalist en gelovig soennitisch moslim verzette hij zich tegen Israël. Ook was hij een fel tegenstander van het marxistisch georiënteerde Ba'ath-regime in Syrië van president Assad. In de jaren zeventig sloot vicepresident Saddam Hoessein, zoon van zijn nicht, militaire en economische verdragen met de Sovjet-Unie en Frankrijk. Irak groeide uit tot een redelijke welvarende militaire mogendheid in het Midden-Oosten.
Al-Bakr en vicepresident Saddam Hoessein bestreden de communisten van de Iraakse Communistische Partij fel (hoewel Al-Bakr voorstander was van een socialistische opbouw van Irak), iets dat de betrekkingen tussen Irak en de Sovjet-Unie eind jaren zeventig geen goed deed. In de loop van de jaren verschoof de macht steeds meer naar Saddam Hoessein, en Al-Bakr legde op 17 juli 1979 al zijn functies neer, officieel wegens ziekte. Saddam Hoessein werd president door een actie die door velen wordt beschouwd als een formaliteit. Algemeen wordt aangenomen, op basis van verslagen van ooggetuigen, dat Hoessein met geweld dreigde indien de president weigerde af te treden. Kort nadien werden verschillende vooraanstaande leden van de Ba'athpartij geëxecuteerd op verdenking van spionage.
Al-Bakr stierf in 1982 zonder dat over de oorzaak mededeling werd gedaan. 
- CiNii: DA15431593
- Gemeinsame Normdatei: 1152013378
- International Standard Name Identifier: 0000 0000 8334 5047
- Library of Congress Control Number: n82148954
- Nationale Bibliotheek van Israël: 987007452467605171
- Nationale Bibliotheek van Polen: a0000003681946
- Nationale en Universitaire bibliotheek Zagreb: 000583356
- Nederlandse Thesaurus van Auteursnamen: 131234528
- Système universitaire de documentation: 198228600
- Virtual International Authority File: 119202037
- WorldCat: E39PBJB4cDB7fgtHkWkd6FKPQq